# Wydział Socjologii Uniwersytetu im. Adama Mickiewicza w Poznaniu
Wydział Socjologii Uniwersytetu im. Adama Mickiewicza w Poznaniu (Wydział Socjologii UAM) – jednostka naukowo-dydaktyczna funkcjonująca w ramach szkoły dziedzinowej Nauk Społecznych Uniwersytetu im. Adama Mickiewicza w Poznaniu. Prowadzi studia na kierunkach socjologia i praca socjalna, posiada uprawnienia do nadawania stopni naukowych doktora i doktora habilitowanego. Prowadzone na Wydziale studia pierwszego i drugiego stopnia na kierunku socjologia otrzymały w 2013 r. ocenę wyróżniającą Polskiej Komisji Akredytacyjnej oceniającej jakość kształcenia na polskich uczelniach. 

## Studia
Wydział prowadzi studia na kierunkach socjologia (pierwszego i drugiego stopnia w trybie stacjonarnym) oraz praca socjalna (pierwszego i drugiego stopnia w trybie stacjonarnym). Studia pierwszego stopnia kończą się uzyskaniem tytułu licencjata, natomiast drugiego stopnia – tytułu magistra. Istnieje możliwość kontynuowania studiów na trzecim stopniu, w ramach Szkoły Doktorskiej Szkoły Nauk Społecznych UAM. Po ukończeniu studiów doktoranckich i obronie pracy doktorskiej przyznawany jest stopień naukowy doktora nauk społecznych w zakresie socjologii. 

Od roku akademickiego 2016/2017 na Wydziale Socjologii obowiązuje nowy program, którego podstawą są zajęcia prowadzone w ramach modułów specjalizacyjnych. Na studiach pierwszego stopnia obowiązujące moduły to: Badania rynkowe – marketing – zachowania konsumenckie, Kultura i media, Socjologia stosowana w sferze publicznej. Moduły na studiach drugiego stopnia to: Innowacje społeczne, Relacje w organizacjach, Zarządzanie lokalne.

W 2013 r. Polska Komisja Akredytacyjna przyznała prowadzonym w Wydziale Socjologii UAM studiom socjologicznym pierwszego i drugiego stopnia ocenę wyróżniającą. Według danych dostępnych na stronie internetowej PKA jest to jedyna w Polsce taka ocena przyznana kierunkowi socjologia nauczanemu na obu stopniach kształcenia.

W rankingu "Perspektyw" studia socjologiczne prowadzone na Wydziale Socjologii UAM znalazły się w 2020 r. na trzecim miejscu wśród wszystkich jednostek akademickich nauczających w Polsce socjologii.

Przy Wydziale funkcjonuje Koło Naukowe Studentów Socjologii UAM oraz Koło Naukowe Studentów Pracy Socjalnej UAM.

## Historia

### Rys ogólny
Historia poznańskiej socjologii sięga 1920, gdy w ramach Uniwersytetu Poznańskiego powołana została Katedra Socjologii i Filozofii Kultury. Jej kierownikiem został prof. Florian Znaniecki, jeden z głównych przedstawicieli socjologii humanistycznej, współautor (wspólnie z Williamem Thomasem) książki "Chłop polski w Europie i Ameryce", późniejszy przewodniczący Amerykańskiego Towarzystwa Socjologicznego. Znaniecki uczynił z Poznania centrum polskiej socjologii. 
W 1920 roku utworzone zostało Seminarium Socjologiczne, dzięki któremu studenci poznańskiego uniwersytetu mogli uczyć się socjologii w ramach kierunku "Nauki Filozoficzne i Pedagogiczne". Od 1927 w ramach Wydziału Humanistycznego socjologia została wyodrębniona jako osobny kierunek studiów. Były to pierwsze studia socjologiczne w Polsce (drugie założono w Warszawie w 1934).
W 1925 dzięki staraniom Znanieckiego do najstarszego polskiego czasopisma prawniczego dodano dział socjologiczny, tworząc "Ruch Prawniczy, Ekonomiczny i Socjologiczny". W 1930 założył pierwsze poświęcone całkowicie socjologii polskie czasopismo naukowe (Przegląd Socjologiczny). Posiadając liczne kontakty międzynarodowe, Znaniecki aktywizował wymianę myśli z socjologią zachodnią, głównie amerykańską i brytyjską. W kwietniu 1930 zorganizował w Poznaniu pierwszy Zjazd Socjologów Polskich, inicjując aktywność zjazdową polskich socjologów, trwającą do dziś. W 1921 roku założył w Poznaniu Instytut Socjologiczny, organizację pozarządową zajmującą się rozwojem socjologii, która w 1927 została przekształcona w ogólnokrajowy Polski Instytut Socjologiczny.
Odbudowy poznańskiej socjologii po II wojnie światowej podjął się uczeń Znanieckiego, Tadeusz Szczurkiewicz. Uwarunkowania polityczne sprawiły, że w 1952 zaprzestano nauczania na kierunku socjologia. Sytuacja poprawiła się w 1957, jednak studia socjologiczne zostały reaktywowane jako odrębny kierunek dopiero w 1968. W 1992 w Instytucie Socjologii UAM, obok dotychczasowych studiów socjologicznych, uruchomione zostały studia na kierunku praca socjalna. Od 2007, zgodnie z zaleceniami procesu bolońskiego, studia w zakresie socjologii i pracy socjalnej prowadzone są w systemie dwustopniowym. 
W 1998 Instytut Socjologii uzyskał uprawnienia do nadawania stopnia naukowego doktora nauk humanistycznych (obecnie – nauk społecznych) w zakresie socjologii, a w 2012 – stopnia naukowego doktora habilitowanego nauk społecznych w zakresie socjologii. 

### Zmiany instytucjonalne
Działalność naukowa i dydaktyczna poznańskich socjologów przyjmowała w ciągu lat następujące formy instytucjonalne:
1. Katedra Socjologii i Filozofii Kultury (1920-1939)
2. Katedra Socjologii (1945-1952)
3. Katedra Historii Myśli Społecznej (1952-1957)
4. Katedra Socjologii (1957-1969)
5. Instytut Socjologii (1969-2019)
6. Wydział Socjologii (2019-dziś)
Poznańska socjologia funkcjonowała na uniwersytecie w ramach następujących wyższych rangą jednostek administracyjnych:
1. Wydział Filozoficzny (1919-1925)
2. Wydział Humanistyczny (1925-1951)
3. Wydział Filozoficzno-Historyczny (1951-1975)
4. Wydział Nauk Społecznych (1975-2019)
5. Szkoła Nauk Społecznych (2019-dziś)

### Poznańska szkoła socjologiczna
Florian Znaniecki założył w Poznaniu szkołę naukową, działającą w ramach metodologii socjologii humanistycznej. Przyjmując główne założenia metodologiczne swojego patrona, poznańscy badacze zajmowali się na analizą sposobów postrzegania i przeżywania świata przez jednostkę ludzką. Unikali przy tym dyskusji natury teoretycznej, skupiając się na empirycznym poznawaniu rzeczywistości społecznej. Utrzymywali liczne kontakty międzynarodowe. Rozwój poznańskiej szkoły socjologicznej przerwał wybuch II wojny światowej. Do najbardziej znanych przedstawicieli tej szkoły zaliczyć należy: Tadeusza Szczurkiewicza, Józefa Chałasińskiego, Franciszka Mirka, Wiesława Kryńskiego, Władysława Okińskiego, Teodora Abla oraz Jana Szczepańskiego. Z poznańską szkołą socjologiczną stale współpracowali m.in.: Czesław Znamierowski, Jan Stanisław Bystroń, Ludwika Dobrzyńska-Rybicka, Kazimierz Tymieniecki, Michał Sobeski, Ludwik Jaxa-Bykowski i Stefan Błachowski.

## Poczet kierowników, dyrektorów i dziekanów

### Kierownicy Katedry
1. prof. dr Florian Znaniecki (1920-1939)[13]
2. prof. dr hab. Tadeusz Szczurkiewicz (1945-1957)[13]
3. prof. dr hab. Stanisław Kowalski (1957-1961)[13]
4. prof. dr hab. Władysław Markiewicz (1962-1969)[13]

### Dyrektorzy Instytutu
1. prof. dr hab. Władysław Markiewicz (1969-1972)[14]
2. prof. dr hab. Andrzej Kwilecki (1972-1981)[14]
3. prof. dr hab. Zygmunt Dulczewski (1981-1984)[14]
4. prof. dr hab. Marek Ziółkowski (1984-1993)[14]
5. dr hab. Jan Włodarek (1993-2005)[14]
6. dr hab. Krzysztof Podemski (2005-2008)[14]
7. prof. dr hab. Rafał Drozdowski (2008-2016)[14]
8. dr hab. Aldona Żurek (2016-2019)[14]

### Dziekani Wydziału
1. dr hab. Aldona Żurek (2019-dziś)[15]

## Władze Wydziału
W kadencji 2024–2028:
| Stanowisko                          | Imię i nazwisko         |
| ----------------------------------- | ----------------------- |
| Dziekan                             | dr hab. Aldona Żurek    |
| Prodziekan ds. kształcenia          | dr hab. Agnieszka Jeran |
| Prodziekan ds. nauki                | dr hab. Ryszard Necel   |
| Prodziekan ds. współpracy i rozwoju | dr Łukasz Rogowski      |

## Struktura organizacyjna
W skład kadry naukowo-dydaktycznej wchodzi 21 samodzielnych pracowników naukowych, 25 adiunktów ze stopniem doktora oraz 1 starszy wykładowca. 
Od 1 stycznia 2020, Wydział Socjologii UAM składa się z 5 zakładów oraz 1 pracowni:
| Jednostka                                            | Kierownik                       |
| ---------------------------------------------------- | ------------------------------- |
| Zakład Studiów nad Dynamiką Społeczną                | dr hab. Piotr Matczak           |
| Zakład Socjologii Cywilizacji                        | dr hab. Witold Wrzesień         |
| Zakład Teorii i Badań Praktyk Społecznych            | prof. dr hab. Marek Krajewski   |
| Zakład Badań Problemów Społecznych i Pracy Socjalnej | dr hab. Monika Oliwa-Ciesielska |
| Zakład Socjologii Jednostki i Relacji Społecznych    | dr hab. Honorata Jakubowska     |
| Pracownia Zmiany Społecznej                          | dr hab. Ryszard Cichocki        |

## Działalność naukowa
Główne kierunki badań naukowych prowadzonych na Wydziale to: socjologia kultury, badania dynamiki społecznej, socjologia codzienności, badania jakości życia, przemiany współczesnego życia rodzinnego, współczesne nurty pracy socjalnej, socjologia miasta, socjologia wizualna, socjologia młodzieży, socjologia religii, socjologia przedmiotów. 
Z Wydziałem ściśle współpracują Poznański Oddział Polskiego Towarzystwa Socjologicznego oraz Fundacja Naukowa im. Floriana Znanieckiego. Przy Wydziale wydawane jest czasopismo „Roczniki Socjologii Rodziny”.

Pracownicy i doktoranci Wydziału systematycznie uzyskują nagrody za działalność naukową (m.in. Nagroda Prezesa Rady Ministrów, stypendium Fundacji na rzecz Nauki Polskiej, stypendium Fundacji Rodziny Kulczyków, stypendium Fundacji UAM).